# Igor Zelenay
Igor Zelenay (ur. 10 lutego 1982 w Trenczynie) – słowacki tenisista, reprezentant w Pucharze Davisa.

## Kariera tenisowa
W tenisa zaczął grać w wieku 7 lat.
W gronie zawodowców występuje od 2000 roku.
W turniejach rangi ATP Tour wygrał jeden tytuł z pięciu rozegranych finałów.
W kwietniu 2003 roku Zelenay wystąpił podczas meczu Pucharu Davisa z Luksemburgiem w I grupie Europa/Afryka. Wspólnie z Karloem Beckiem przegrali z parą Gilles Müller–Mike Scheidweiler, ale jego zespół wygrał rywalizację 3:2. We wrześniu 2011 roku Zelenay ponownie wystąpił w rozgrywkach, podczas barażów o utrzymanie w grupie Europa/Afryka przeciwko Ukrainie. Słowacy wygrali rundę 4:1, a Zelenay wygrał wspólnie z Filipem Poláškiem pojedynek z parą Serhij Bubka–Serhij Stachowski.
Najwyższą pozycją Słowaka w rankingu singlistów było 279. miejsce (1 sierpnia 2005), a deblistów 50. miejsce (27 lipca 2009).

### Finały w turniejach ATP Tour
| Legenda                                      |
| -------------------------------------------- |
| Wielki Szlem                                 |
| Igrzyska olimpijskie                         |
| Tennis Masters Cup / ATP Finals              |
| ATP Masters Series / ATP Tour Masters 1000   |
| ATP International Series Gold / ATP Tour 500 |
| ATP International Series / ATP Tour 250      |

#### Gra podwójna (1–4)
| Końcowy wynik | Nr | Data             | Turniej      | Nawierzchnia  | Partner         | Przeciwnicy                         | Wynik finału   |
| ------------- | -- | ---------------- | ------------ | ------------- | --------------- | ----------------------------------- | -------------- |
| Finalista     | 1. | 28 lutego 2010   | Delray Beach | Twarda        | Philipp Marx    | Bob Bryan Mike Bryan                | 3:6, 6:7(3)    |
| Finalista     | 2. | 10 kwietnia 2011 | Casablanca   | Ceglana       | Colin Fleming   | Robert Lindstedt Horia Tecău        | 2:6, 1:6       |
| Finalista     | 3. | 23 września 2012 | Petersburg   | Twarda (hala) | Lukáš Lacko     | Rajeev Ram Nenad Zimonjić           | 2:6, 6:4, 6–10 |
| Finalista     | 4. | 29 lipca 2018    | Gstaad       | Ceglana       | Denys Mołczanow | Matteo Berrettini Daniele Bracciali | 6:7(2), 6:7(5) |
| Zwycięzca     | 1. | 22 września 2019 | Petersburg   | Twarda (hala) | Divij Sharan    | Matteo Berrettini Simone Bolelli    | 6:3, 3:6, 10–8 |